# Partia Republikańska (Stany Zjednoczone)
Partia Republikańska (ang. Republican Party) – amerykańska konserwatywna partia polityczna założona w 1854. Jedna z dwóch głównych sił politycznych w Stanach Zjednoczonych, obok Partii Demokratycznej. Potocznie: „grand old party” (GOP) lub Republikanie.
Pierwotnie powstała kilka lat przed wojną secesyjną jako ugrupowanie abolicjonistyczne, w XIX wieku popierali ją mieszkańcy północnej i zachodniej części USA (obecnie Republikanie dominują zaś na Południu). Pierwszym prezydentem z jej ramienia był Abraham Lincoln. Partia Republikańska od XX w. uchodzi za konserwatywną partię Amerykanów rasy białej należących do klasy średniej i klasy wyższej, aczkolwiek jeszcze w latach 50. XX w. była progresywna, czego przykładem było zniesienie segregacji rasowej (Brown kontra urząd edukacji w Topeka).
Współcześni Republikanie są konserwatystami w kwestiach społecznych, w ekonomii opowiadają się za minimalną ingerencją państwa w gospodarkę, są bliscy neoliberalizmowi. Partia na ogół określana jest mianem centroprawicowej, natomiast po ataku na Kapitol Stanów Zjednoczonych przez zwolenników Donalda Trumpa część komentatorów politycznych i członków GOP określiła Partię Republikańską mianem skrajnie prawicowej.

## Historia
Początki partii sięgają okresu sprzed wojny secesyjnej, kiedy to rósł w siłę ruch przeciwników niewolnictwa. Niektórzy z nich szukali metod politycznej walki z tym zjawiskiem. Nie znajdując poparcia u żadnej z liczących się ówcześnie sił politycznych (Partii Demokratycznej i Partii Wigów), założyli w 1840 roku własną Partię Wolności. Wkrótce organizacje przeciwników niewolnictwa zaczęły zwalczać niewolnictwo na terenie samych Stanów Zjednoczonych. Powstała Partia Wolnej Ziemi (Free Soil Party). Podobne organizacje pojawiały się i znikały, prowadziły jednak do wykrystalizowania się postaw i programów.
W latach 50. XIX wieku doszło do upadku systemu politycznego. Zniknęła Partia Wigów i doszło do rozłamu w Partii Demokratycznej.
Wskutek sporu wokół Ustawy o Kansas i Nebrasce (rok 1854) pojawiła się Partia Republikańska. Ustawa przewidywała bowiem, że kwestia niewolnictwa w tych dwóch stanach zostanie pozostawiona do rozstrzygnięcia mieszkańcom tych stanów. Wywołało to wściekłość abolicjonistów, gdyż łamało postanowienia Układu z 1820 roku, kiedy to ustalono, że niewolnictwo na tych terytoriach będzie zakazane. Przeciwnicy niewolnictwa odbyli w związku z tą sprawą szereg spotkań, które uznawane są za początki Partii Republikańskiej.
Republikanie już w 1856 roku wystawili swojego kandydata w wyborach prezydenckich. John C. Frémont zdobył 33% głosów.
Cztery lata później Partia Republikańska była jedną z głównych sił politycznych w kraju. Zdobycie tej pozycji ułatwiła jej sytuacja w kraju. Partia Wigów zniknęła ze sceny, a Partia Demokratyczna była głęboko podzielona.
Po secesji Południa Republikanie zdobyli większość w rządzie, a po wojnie secesyjnej uzyskali trwałą przewagę i mogli samodzielnie sprawować władzę mniej więcej do końca XIX wieku. Uchodzili za partię ludzi bogatych, a następny okres ich wpływu na władzę to początek lat 70. XX wieku.
Od tamtego czasu partia ta pozostaje jedną z dwóch najważniejszych organizacji politycznych w USA. Według badań ankietowych Instytutu Gallupa identyfikację z Partią Republikańską w latach 1988–2013 deklarowało od 25 do 34 proc. Amerykanów.

## Program polityczny
Wśród Republikanów można wyróżnić cztery grupy ideowe: liberałów (w znaczeniu amerykańskim; stanowią oni większość tzw. Republikanów tylko z nazwy), konserwatywnych liberałów, konserwatystów i neokonserwatystów. Od czasów rządów prezydenta Ronalda Reagana dominuje ta druga grupa. Republikanie popierają:
- wolny rynek,
- niskie podatki,
- walkę z monopolami,
- mniej ograniczeń dla wielkich korporacji,
- walkę z przestępczością,
- prawo do posiadania broni palnej dla każdego,
- ograniczenie wydatków na pomoc socjalną,
- rozwój armii,
- walkę z terroryzmem.

Partia Republikańska bardziej niż Partia Demokratyczna akcentuje przywiązanie do wartości chrześcijańskich, np. Republikanie sprzeciwiają się legalizacji aborcji, eutanazji, narkotyków czy związków homoseksualnych. Są za tym, żeby powrócić do poprzedniego porządku odnośnie do modlitw w szkołach publicznych tzn. modlitwy powinny być organizowane przez same szkoły. Republikanie sprzeciwiają się również większemu napływowi nielegalnych imigrantów do USA. Są też zwolennikami surowego, prostego prawa, np. stosowania kary śmierci. Uważają, że przestępców należy surowo karać, co ma samo w sobie odstraszać od popełniania przestępstw.

## Obecne kierownictwo
- Michael Whatley – szef Komitetu Krajowego
- Mike Johnson – Spiker Izby Reprezentantów
- Steve Scalise – lider większości w Izbie Reprezentantów
- John Thune – lider większości w Senacie

## Prezydenci z ramienia Partii Republikańskiej
| Imię i nazwisko      | Wizerunek | Stan                        | Od               | Do               |
| -------------------- | --------- | --------------------------- | ---------------- | ---------------- |
| Abraham Lincoln      |           | Illinois                    | 4 marca 1861     | 15 kwietnia 1865 |
| Ulysses S. Grant     |           | Illinois                    | 4 marca 1869     | 4 marca 1877     |
| Rutherford B. Hayes  |           | Ohio                        | 4 marca 1877     | 4 marca 1881     |
| James A. Garfield    |           | Ohio                        | 4 marca 1881     | 19 września 1881 |
| Chester A. Arthur    |           | Nowy Jork                   | 19 września 1881 | 4 marca 1885     |
| Benjamin Harrison    |           | Indiana                     | 4 marca 1889     | 4 marca 1893     |
| William McKinley     |           | Ohio                        | 4 marca 1897     | 14 września 1901 |
| Theodore Roosevelt   |           | Nowy Jork                   | 14 września 1901 | 4 marca 1909     |
| William H. Taft      |           | Ohio                        | 4 marca 1909     | 4 marca 1913     |
| Warren G. Harding    |           | Ohio                        | 4 marca 1921     | 2 sierpnia 1923  |
| John C. Coolidge Jr. |           | Massachusetts               | 2 sierpnia 1923  | 4 marca 1929     |
| Herbert C. Hoover    |           | Kalifornia                  | 4 marca 1929     | 4 marca 1933     |
| Dwight D. Eisenhower |           | Pensylwania                 | 20 stycznia 1953 | 20 stycznia 1961 |
| Richard M. Nixon     |           | Kalifornia                  | 20 stycznia 1969 | 9 sierpnia 1974  |
| Gerald R. Ford Jr.   |           | Michigan                    | 9 sierpnia 1974  | 20 stycznia 1977 |
| Ronald W. Reagan     |           | Kalifornia                  | 20 stycznia 1981 | 20 stycznia 1989 |
| George H.W. Bush     |           | Teksas                      | 20 stycznia 1989 | 20 stycznia 1993 |
| George W. Bush       |           | Teksas                      | 20 stycznia 2001 | 20 stycznia 2009 |
| Donald J. Trump      |           | Floryda (do 2019 Nowy Jork) | 20 stycznia 2017 | 20 stycznia 2021 |
| Donald J. Trump      |           | Floryda                     | 20 stycznia 2025 |                  |

## Urzędujący gubernatorzy stanów z ramienia Partii Republikańskiej
| Stan                | Pieczęć stanu | Gubernator             | Wizerunek | Od               |
| ------------------- | ------------- | ---------------------- | --------- | ---------------- |
| Alabama             |               | Kay Ivey               |           | 10 kwietnia 2017 |
| Alaska              |               | Mike Dunleavy          |           | 3 grudnia 2018   |
| Arkansas            |               | Sarah Huckabee Sanders |           | 10 stycznia 2023 |
| Dakota Południowa   |               | Kristi Noem            |           | 5 stycznia 2019  |
| Dakota Północna     |               | Doug Burgum            |           | 15 Grudnia 2016  |
| Floryda             |               | Ron DeSantis           |           | 8 stycznia 2019  |
| Georgia             |               | Brian Kemp             |           | 14 stycznia 2019 |
| Idaho               |               | Brad Little            |           | 7 stycznia 2019  |
| Indiana             |               | Eric Holcomb           |           | 9 stycznia 2017  |
| Iowa                |               | Kim Reynolds           |           | 24 maja 2017     |
| Karolina Południowa |               | Henry McMaster         |           | 24 stycznia 2017 |
| Missisipi           |               | Tate Reeves            |           | 14 stycznia 2020 |
| Missouri            |               | Mike Parson            |           | 1 czerwca 2018   |
| Montana             |               | Greg Gianforte         |           | 4 stycznia 2021  |
| Nebraska            |               | Jim Pillen             |           | 5 stycznia 2023  |
| Nevada              |               | Joe Lombardo           |           | 2 stycznia 2023  |
| New Hampshire       |               | Chris Sununu           |           | 5 stycznia 2017  |
| Ohio                |               | Mike DeWine            |           | 14 stycznia 2019 |
| Oklahoma            |               | Kevin Stitt            |           | 14 stycznia 2019 |
| Tennessee           |               | Bill Lee               |           | 19 stycznia 2019 |
| Teksas              |               | Greg Abbott            |           | 20 stycznia 2015 |
| Utah                |               | Spencer Cox            |           | 4 stycznia 2021  |
| Vermont             |               | Phil Scott             |           | 5 stycznia 2017  |
| Wirginia Zachodnia  |               | Jim Justice            |           | 16 stycznia 2017 |
| Wirginia            |               | Glenn Youngkin         |           | 15 stycznia 2022 |
| Wyoming             |               | Mark Gordon            |           | 7 stycznia 2019  |